# Sin nombre
Sin nombre (übersetzt Ohne Name) ist ein US-amerikanisch/mexikanischer Film von 2009 und das Regiedebüt des Regisseurs Cary Jôji Fukunaga. Premiere hatte der Film im selben Jahr auf dem Sundance Film Festival und gewann dort den Preis für die beste Regie. Im April 2010 lief der Streifen in den deutschen Kinos an, seit Oktober 2010 wird er auf DVD und Blu-ray vertrieben und hatte im Juli 2012 unter dem Namen Sin Nombre – Zug der Hoffnung Free-TV-Premiere im Ersten Programm der ARD.
Der Film behandelt mit drastischen und realitätsnahen Bildern den Alltag mexikanischer Bandenkriminalität am Schnittpunkt mit dem von Armut getriebenen Strom illegaler mittelamerikanischer Einwanderer über Mexiko in die USA. Im Zentrum der Handlung stehen ein junger Mexikaner und eine junge Honduranerin, die sich auf einem Güterzug nach Norden begegnen und gemeinsam ihren Weg in Richtung USA fortsetzen.

## Handlung
Casper, mit richtigem Namen Willy, ist Mitglied des mexikanischen Ablegers der Jugendgang Mara Salvatrucha, auch bekannt als MS 13. Er führt den sehr jungen, kindlichen Smiley in die Gang ein. Dabei muss sich Smiley auch dem gängigen Aufnahmeritual der Mara Salvatrucha unterziehen. Er wird dabei 13 Sekunden lang von mehreren Gangmitgliedern zusammengeschlagen und getreten, wobei er sich nicht wehren darf. Die Sekunden werden dabei frei abgezählt. Um ein vollwertiges Mitglied der Mara Salvatrucha zu werden, muss Smiley zudem ein gefangen genommenes Gangmitglied der rivalisierenden Mara 18 töten. Dieses hatten Mitglieder der MS 13 auf einem zu ihrem Territorium gehörenden Verschiebebahnhof aufgespürt und in einen Maschendrahtzwinger eingesperrt. Er hatte versucht, durch das Territorium der MS 13 weiter nach Norden ins Ausland zu fliehen. Mit einer selbstgebauten Waffe, die Smiley vom Anführer in die Hand gedrückt wird, erschießt er den um sein Leben flehenden Gefangenen. Casper hilft ihm emotionslos dabei.
Währenddessen will Horacio mit seinem Bruder Orlando und seiner Tochter Sayra von Honduras aus über Mexiko in die USA flüchten. Zur US-Grenze wollen sie auf Güterzügen reisen. Anfangs noch skeptisch, lässt Sayra sich aber überreden mitzukommen. Sie wandern nach Mexiko und werden an der Grenze von Guatemala nach Mexiko von Grenzbeamten durchsucht. Horacio kennt jedoch die Prozedur und hat die Wertsachen verstecken können. Auf einem Rangierbahnhof in Mexiko treffen sie auf andere Flüchtlinge, die auf den nächsten Güterzug warten.
Casper hat eine Beziehung zu Martha, die in einem anderen Stadtteil wohnt. Um sie zu beschützen, hält Casper die Beziehung vor der Mara-Gang geheim. Casper belügt den Anführer Lil Mago, dass er seinen Stadtteil nicht verlassen habe. Casper und Martha treffen sich am Güterbahnhof La Bombilla, an dem auch Sayra und ihre Verwandten auf den Zug zur US-Grenze warten. Zufällig kommt El Sol, zweiter Anführer der Mara Gang, vorbei. Er sieht die beiden zusammen und sagt Casper, dass sich die Gang am nächsten Tag auf dem Friedhof trifft. Martha will auch zum Treffen, doch Casper ermahnt sie, nicht zu kommen. Am nächsten Tag trifft sich die Gang wie angekündigt auf dem Friedhof. Dort erscheint auch Martha am Friedhof. Entgegen dem Wunsch Caspers will Lil Mago unbedingt selbst Martha aus dem von der Gang kontrollierten Bereich herausführen. Casper und Smiley werden währenddessen 13 Sekunden lang zusammengeschlagen, weil beide der Gang die Ausflüge in den Stadtteil Marthas verschwiegen haben. Lil Mago versucht, Martha zu vergewaltigen. Als sie sich wehrt, tötet er sie aus Versehen.
Mittlerweile ist ein Güterzug auf dem Rangierbahnhof abfahrbereit, auf dem sich die Flüchtlinge versammeln. Zur Abfahrt treffen auch Lil Mago, Casper und Smiley ein und springen auf den Güterzug mit den Flüchtlingen auf. Nach kurzer Fahrt fangen sie an, die Flüchtlinge zu berauben. Dabei treffen sie auch auf Sayra und ihre Verwandten. Während eines Vergewaltigungsversuchs von Lil Mago an Sayra tötet Casper diesen mit einer Machete und wirft ihn vom Zug. Den anwesenden und bewaffneten Smiley schickt er vom Zug. Dieser kehrt zur Gang zurück, worauf diese sich aufmacht und Casper jagt. Dazu werden andere Chapter der Gang informiert. Smiley soll nun seine Loyalität zur Gang beweisen und erhält vom neuen Anführer der Gang, El Sol, den Auftrag, Casper zu töten.
Während die anderen Flüchtlinge Casper vom Zug stoßen wollen, gelingt es Sayra, ihn zu schützen. Casper weiß, dass er nun von der Mara verfolgt wird und benimmt sich den anderen Flüchtlingen gegenüber eher abweisend, um sie nicht ebenfalls in Gefahr zu bringen. Bei einem Zwischenstopp wird Casper von einer örtlichen Mara Gang und Smiley entdeckt, es gelingt ihm jedoch zu fliehen und erneut auf den Güterzug aufzuspringen. Nach einer weiteren Fahrt wird Casper klar, in welche Gefahr er Sayra bringt. Bei einem weiteren Zwischenstopp klettert Casper heimlich vom Zug. Sayra ist ihm jedoch ohne ihre Familie gefolgt. Sie kommen bei einer Bekannten von Casper unter. Die Bekannte bietet Casper ihre Unterstützung an, lässt aber auch durchblicken, dass sie ebenfalls der Mara dienen wird. Casper und Sayra können in einem Autotransporter in die Nähe der US-Grenze fahren. Bei der Ankunft des Autotransporters wartet die von der Bekannten informierte Mara Gang – Casper und Sayra sind allerdings schon geflohen.
Zwischenzeitlich sind bei der Flucht vor der Polizei Sayras Vater ums Leben gekommen und ihr Onkel verhaftet worden. Sie erfährt es von einem Mitreisenden in einem Zwischenlager für Flüchtlinge.
An der US-Grenze heuert Casper einen Schlepper an, der beide über die US-Grenze bringen soll. Während Sayra bereits über den Grenzfluss übersetzt, muss Casper fliehen, als Gangmitglieder ihn wieder entdecken. Schließlich steht Casper dem jungen Smiley gegenüber – der auf ihn schießt, genauso wie dann auch die anderen Gangmitglieder. Die auf dem Fluss treibende Sayra muss hilflos den Tod von Casper mit ansehen. In den USA angekommen, nimmt sie Kontakt zur Familie ihres Vaters auf, die in New Jersey lebt. Ihren Onkel sieht man am Ende den Fluss überqueren, an dem die Reise seines Bruders, der am Weg erschossen wurde, begonnen hat – und Smiley, der für seine Tat ein Tattoo auf die Unterlippe gestochen bekommt.

## Rezeption
Der Film erhielt überwiegend positive Kritiken:

„Überzeugend verbindet das Drama Genre-Elemente aus Road Movie und Liebesfilm und verdichtet sie zur eindringlichen Bestandsaufnahme der tatsächlichen Verhältnisse, die Menschen Richtung USA treiben, sowie der Gefahren, die sie auf der Flucht erwarten. Die Hoffnungen und Sehnsüchte der Menschen werden in eine ebenso spannende wie tragische Geschichte verpackt, die vor allem auch Jugendliche anzusprechen versteht.“

„Ein packendes, brillant inszeniertes und gespieltes Regiedebüt, das unter die Haut geht.“

„Nahezu idyllisch wirken die Spaziergänge von Casper und Smiley über Bahntrassen, bis sich eine Spirale der Gewalt hochschraubt. Jeder trifft instinktiv eine moralische Wahl, die über Leben und Tod entscheidet – und damit verbreitet der Film in diesem Milieu aus Armut, Verrohung und Repression mehr Optimismus, als man erwartet hätte.“

„Ein packender Thriller mit furiosen Bildern, eine berührende Liebesgeschichte – und eine Reise in eine Schattenwelt, die man nicht betreten möchte.“

Der Rezensent der Filmstarts-Redaktion sah im Film eine „recht konventionelle Liebespaar-auf-der-Flucht-Geschichte“ und vergab mit 3 von 5 Sternen nur eine leicht überdurchschnittliche Wertung:

„‚Sin Nombre‘ erweist sich letztlich als handelsüblicher, hinter der Fassade wenig raffinierter Blockbuster mit angedeuteten politischen Ambitionen.“

## Auszeichnungen
Der Film hat einige Auszeichnungen gewinnen können. Unter anderem:
Sundance Film Festival 2009:
| Preis                                          | Kategorie                                               | Nominiert          | Ergebnis  |
| ---------------------------------------------- | ------------------------------------------------------- | ------------------ | --------- |
| Austin Film Critics Association                | Bester ausländischer Film                               |                    | Gewonnen  |
| British Independent Film Awards 2009           | Bester ausländischer Independentfilm                    |                    | Nominiert |
| Broadcast Film Critics Association Award       | Bester fremdsprachiger Film                             |                    | Nominiert |
| Chicago Film Critics Association               | Bester ausländischer Film                               |                    | Nominiert |
| Chicago Film Critics Association               | Most Promising Filmmaker                                | Cary Jôji Fukunaga | Nominiert |
| Dallas-Fort Worth Film Critics Association     | Bester ausländischer Film                               |                    | Gewonnen  |
| Deauville American Film Festival               | Jury Prize (tied)                                       |                    | Gewonnen  |
| EDA (Alliance of Women Film Journalists) Award | Best Non-English-Language Film                          |                    | Nominiert |
| Edinburgh International Film Festival          | Skillset New Directors Award                            | Cary Jôji Fukunaga | Gewonnen  |
| Indiana Film Journalists Association Award     | Bester ausländischer Film                               |                    | Gewonnen  |
| Independent Spirit Awards                      | Bester erster Film                                      |                    | Nominiert |
| Independent Spirit Awards                      | Beste Regie                                             | Cary Jôji Fukunaga | Nominiert |
| Independent Spirit Awards                      | Beste Kamera                                            | Adriano Goldman    | Nominiert |
| 2009 Sundance Film Festival                    | Regiepreis                                              | Cary Jôji Fukunaga | Gewonnen  |
| 2009 Sundance Film Festival                    | Excellence in Cinematography Award: Dramatic            | Adriano Goldman    | Gewonnen  |
| Stockholm International Film Festival          | Best First Feature                                      |                    | Gewonnen  |
| Stockholm International Film Festival          | Best Actor                                              | Edgar Flores       | Gewonnen  |
| Stockholm International Film Festival          | FIPRESCI International Film Critics Prize for Best Film |                    | Gewonnen  |
| St. Louis Film Critics Awards                  | Bester ausländischer Film                               |                    | Nominiert |